# 捕球

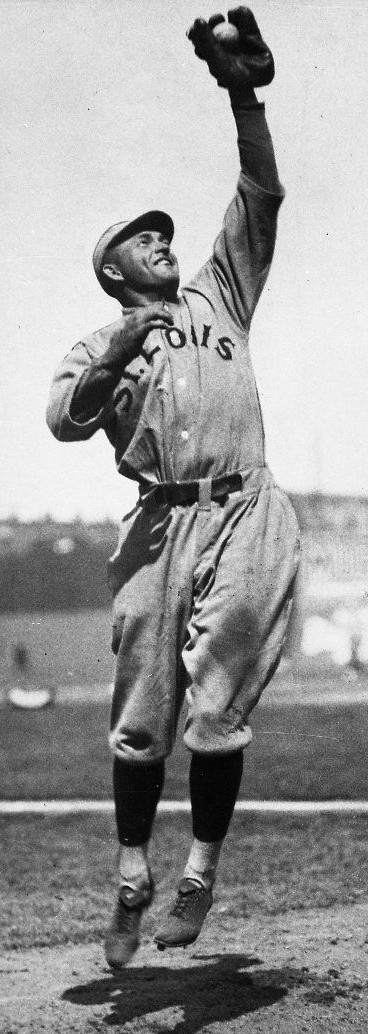
捕球するロジャース・ホーンスビー

捕球（ほきゅう）とは、野球・クリケットなどで、ボールをグラブ又は素手で野手がしっかり受け止めて尚且つ確実に掴む行為を指す。キャッチ(catch)ともいう。公認野球規則2.15により、捕球は定義されている。
野球では特に、「打球の捕球」、「投球の捕球」、「送球の捕球」といった言葉がしばしば使われる。

## 概要
野球・クリケットで捕球は基本的なプレイの一つである。
捕球はグラブ又は素手のどちらかで行わなければならない（クリケットは素手のみ）。帽子やポケット等で受け止めても捕球とはならない。ボールに触れた直後に他のプレーヤーやフェンスにぶつかるなどしてボールを落としたり、ジャッグル（お手玉）したりしているなどで、確実にボールを掴んだと審判員が認めなければ捕球とはならない。一方、確実にボールを掴んだと審判員が認めれば、その後引き続いてボールを送球しようとしてボールを落としたとしても捕球と判定される。つまり、捕球と認められるためには、野手がボールにふれ、これを確実に掴み、手放す場合も意識して手放したことが明らかな状態であることが求められ、これは審判員の判断による。

## 打球の捕球
打球の正規捕球とは、地面やフェンスにボールが触れるより前にこれを確捕しなければならない。地面やフェンスに触れる事無く最終的にボールを掴む事ができれば、ボールに触れた後にジャッグルしても捕球と判定される。用語上は、打球に関してこれを「捕球した」といった場合、すなわち打者アウトを意味する。したがって、それだけではアウトにならないプレイ、例えばフェンス直撃のクッションボールやゴロをグラブに納めても厳密には捕球とは言わない。このためテレビ・ラジオ中継や新聞雑誌では「捕った」や「処理した」などの表現を用いている。
タッグアップを行う場合、走者は、野手の体や着衣に初めて打球が触れた瞬間にリタッチの義務を果たしていればよい。従って、わざとジャッグルを繰り返して捕球を遅らせても、守備側に有利にならない。

## 投球の捕球
投球の捕球は捕手が行う。投球を正規に捕球する為には、投手の手からボールが離れてから捕手に届くまで、地面に投球が触れてはいけない。一度捕手の手やミットに触れたあと地面に落とした場合はもちろん、捕手の手やミットに到達する前に投球が地面に触れていた場合は、たとえ完全にミットに収まっても正規の捕球とはみなされない。
ファウルチップについては、最初に捕手の手やミットにボールが触れた場合は、その後プロテクターやマスクに当たっても、地面に落ちるまでに捕球すればファウルチップと判定されストライクが宣告される。チップしたボールを捕手が捕球できなかった場合は、ファウルボールとなる。
第3ストライクと宣告された投球を捕手が正規に捕球した場合は、打者は三振でただちにアウトになる。これを正規に捕球できなかった場合、打者はただちにアウトにならず、打者走者として一塁に進塁が認められる場合がある（振り逃げ）。

## 送球の捕球
走者をフォースアウトにする、打者走者を一塁アウトにする、あるいはリタッチの遅れた走者をアピールアウトにするため、ベースカバーした野手があらかじめ足などをベースに触れた状態で送球を受ける際は、送球途中にボールがバウンドしても最終的にグラブまたは素手により確捕できればその時点で捕球とみなされ当該走者はアウトとなる。確捕前にジャッグルするなどし、その間に走者が塁に触れればアウトとはならない。